# Кубок Канады (хоккей)
Кубок Канады  (англ. Canada Cup) — хоккейный турнир среди национальных сборных, проходивший пять раз с 1976 по 1991 год. Начиная с 1996 года турнир получил название «Кубок мира». Был организован в 1976 году по инициативе НХЛ и с согласия ИИХФ. В розыгрышах Кубка Канады участвовали две североамериканские сборные и четыре европейские по выбору организаторов турнира. Формула турнира менялась несколько раз по решению организаторов. Победителю вручался 48-килограммовый приз в виде урезанного кленового листа.

## История создания турнира
Из-за запрета на участие профессиональных хоккеистов в Олимпийских играх и чемпионатах мира, Канада не имела возможности отправлять своих лучших игроков на официальные международные турниры. В то время как лучшие игроки Европы являлись любителями, все элитные канадские игроки играли в профессиональных НХЛ или ВХА.
После суперсерий 1972 и 1974 годов, в которых сборные НХЛ и ВХА встречались со сборной СССР, в хоккейном мире появился интерес к особому международному турниру, в котором от каждой страны могли бы участвовать выдающиеся хоккеисты. Совместными усилиями Дуга Фишера (Douglas Fisher) из организации «Хоккей-Канада» (Hockey Canada) и Алана Иглсона (Robert Alan Eagleson) из Ассоциации игроков НХЛ (The National Hockey League Players' Association)   вскоре началась подготовка подобного турнира. Проведя успешные переговоры с хоккейными чиновниками Советского Союза в сентябре 1974 года, Алан Иглсон в 1976 году организовал розыгрыш дебютного Кубка Канады. Позже Иглсон  был признан виновным в присвоении сотен тысяч долларов выручки от Кубка Канады и осужден к тюремному заключению.
Кубок Канады-1976 был первым международным турниром по хоккею, в котором сильнейшие  игроки, как профессионалы, так и любители, из лучших хоккейных стран мира смогли встретиться друг с другом. В нём приняли участие шесть команд. Победителем стала  сборная Канады,  выигравшая в финале у недавних чемпионов мира 1976 года сборной Чехословакии. Игра была выиграна со счётом 5:4 — победную шайбу в овертайме забил Дэррил Ситтлер. 
Следующий Кубок Канады прошёл пять лет спустя в 1981 году, в котором сборная СССР выиграла в свой первый и единственный раз, победив в финале Канаду с разгромным счетом 8:1 (три шайбы забил Сергей Шепелев). В 1984 году состоялся третий турнир. Канадцы повторно завоевали кубок, победив в финале сборную  Швеции. 
Четвёртый Кубок Канады 1987 года был особенно примечательным. Трёхматчевая серия в финале между Канадой и Советским Союзом считается лучшим противостоянием в истории хоккея. Марио Лемье с передачи Гретцки забил победный гол на последних минутах решающей игры в «Колизей Коппс» в Гамильтоне, Онтарио.
Кроме сборных Канады и Советского Союза постоянными участниками Кубка Канады были команды Чехословакии, Финляндии, Швеции и США (за исключением 1984 года, когда вместо Финляндии участвовала Западная Германия). Все турниры проходили на североамериканских площадках. Из пяти розыгрышей Кубка Канады четыре были выиграны Канадой; Советский Союз выиграл один раз в 1981 году.
В 1996 году Кубок Канады по хоккею был заменен на Кубок мира.

## Победители
| Год  | Победитель | Финалист     | Бомбардир        | Лучший игрок     |
| ---- | ---------- | ------------ | ---------------- | ---------------- |
| 1976 | Канада     | Чехословакия | Жлуктов (СССР)   | Орр (Канада)     |
| 1981 | СССР       | Канада       | Гретцки (Канада) | Третьяк (СССР)   |
| 1984 | Канада     | Швеция       | Гретцки (Канада) | Тонелли (Канада) |
| 1987 | Канада     | СССР         | Гретцки (Канада) | Гретцки (Канада) |
| 1991 | Канада     | США          | Гретцки (Канада) | Рэнфорд (Канада) |